# ロドリク・ブレースウェート
ロドリク・ブレースウェート（Sir Rodric Quentin Braithwaite、1932年5月17日 - ）は、イギリスの外交官、著作家。
ケンブリッジ大学クライスツカレッジ卒業。兵役を経て、1955年にイギリス外務省に入省。インドネシア、イタリア、ポーランド、ソ連での在外勤務の後、1988年から1992年までモスクワ駐在イギリス大使を務めた。その後、イギリス首相の外交政策顧問や合同情報委員会議長を歴任した。1994年に聖マイケル・聖ジョージ勲章を授与された。

## 著作
- Across the Moscow River: the world turned upside down, Yale University Press, 2002.
- Moscow 1941: a city and its people at war, Alfred A. Knopf, 2006.

『モスクワ攻防1941――戦時下の都市と住民』、川上洸訳、白水社、2008年
- Afgantsy: the Russians in Afghanistan 1979-89, Profile, 2011.

『アフガン侵攻 1979-89』、河野純治訳、白水社、2013年